# ناهضات النيكوتين
ناهضات النيكوتين أدوية تحاكي فعالية الأستيل كولين (إيه سي إتش) على مستقبلات الأستيل كولين النيكوتينية (إن إيه سي إتش آر إس) التي أُطلقت عليها هذه التسمية لألفتها للنيكوتين. تضم هذه الناهضات النيكوتين (بالتعريف) والأستيل كولين (الناهض داخلي المنشأ لمستقبلات الأستيل كولين النيكوتينية) والكولين والإيبيباتيدين واللوبيلين والفارينيكلين والسيتيزين.

## التاريخ
عُرف النيكوتين لقرون بفعاليته المسكرة. أمكن عزله للمرة الأولى عام 1828 من نبات التبغ على يدي الكيميائيين الألمانيين كريستيان بوسيلت وكارل ريمان. اكتُشف التأثير الإيجابي للنيكوتين على ذاكرة الحيوانات في أبحاث على الجسم الحي في منتصف الثمانينيات. قادت هذه الأبحاث إلى حقبة جديدة من الدراسات على مستقبلات الأستيل كولين النيكوتينية وتنشيطها، لكن حتى ذلك الوقت كان التركيز الأساسي على إدمان النيكوتين. بدأ تطور ناهضات مستقبلات الأستيل كولين النيكوتينية في أوائل التسعينيات بعد اكتشاف تأثيرات النيكوتين الإيجابية. أظهرت بعض الأبحاث أن هذه الأدوية قد تكون خيارًا علاجيًا في الأبحاث قبل السريرية.
كان إيه بي تي-418 أحد أوائل المركبات التي تنتمي إلى سلسلة ناهضات مستقبلات الأستيل كولين النيكوتينية، يعود الفضل في صنعه إلى مختبرات أبوت. أظهر هذا العقار زيادةً مهمةً في مستوى أداء مهمة ربط العينة المتأخر (دي إم تي إس، وهي مهمة يوجد فيها فاصل زمني بين عرض العينة والمنبه المقارن) في قردة المكاك الناضجة من أنواع وأجناس مختلفة. أُدرج العقار ضمن العلاجات التجريبية لعلاج مرض الألزهايمر وباركنسون واضطراب فرط الحركية ونقص الانتباه، وأظهرت هذه التجارب نتائج إيجابية.
إلى جانب النيكوتين الذي دخل الأسواق بالاسم التجاري غالانتامين، كان هناك نبات شبه قلوي من أوائل مستقبلات الأستيل كولين النيكوتينية الفعالة له تأثير مثبط ضعيف على الكولين استراز (تركيز المادة الموافق للتثبيط النصفي=5 ميكرومول بالليتر) ويعمل كمحسس تفارغي لمستقبلات الأستيل كولين النيكوتينية (تركيز المادة الموافق للتفعيل النصفي=50 نانومول بالليتر).
مستقبلات الأستيل كولين النيكوتينية ونظام الإشارة الخاص بها:

## نظام الإشارة
تتوزع الإشارات الكولينية النيكوتينية على امتداد الجهاز العصبي لدى الإنسان، حيث يلعب الأستيل كولين دورًا رئيسيًا في تنشيط المستقبلات الأيونوتروبية. يُعد النظام الكوليني سبيلًا عصبيًا حيويًا، حيث تصنع العصبونات الكولينية وتخزن وتحرر الناقل العصبي الأستيل كولين. تشمل المستقبلات الأساسية التي تحول إشارات الأستيل كولين مستقبلات الأستيل كولين المسكرينية ومستقبلات الأستيل كولين النيكوتينية العضلية والعصبية. عند إلقاء نظرة على التاريخ التطوري، يُعد الأستيل كولين الجزيء الناقل الأقدم الذي يسبق وجود الخلية العصبية. في الجهاز العصبي، يتواسط التحريض الكوليني عبر سبل ضبط مستقبلات الأستيل كولين النيكوتينية مثل إطلاق النواقل وحساسية الخلية، التي قد تؤثر على الفعالية الوظيفية بما فيها اضطراب النوم والقلق ومعالجة الألم والوظائف المعرفية.

## مستقبلات الأستيل كولين النيكوتينية
مستقبلات الأستيل كولين النيكوتينية هي مستقبلات موجودة في الجهاز العصبي المركزي (سي إن إس) والجهاز العصبي المحيطي (بّي إن إس) والعضلات الهيكلية، وهي مستقبلات أيونوتروبية تحمل مواقع ربط للأستيل كولين والجزيئات الأخرى. عندما يرتبط الأستيل كولين أو ناهض آخر بهذه المستقبلات تستقر على وضع انفتاح القنوات الأيونية سامحةً بتدفق الكاتيونات (الأيونات الموجبة) مثل أيونات البوتاسيوم والكالسيوم والصوديوم. تتركب مستقبلات الأستيل كولين النيكوتينية من وحدات فرعية مختلفة تحدد البنية الرابعية للمستقبل، تشمل هذه الوحدات الفرعية ألفا (α1- α10) وبيتا (β1- β4) ووحدة فرعية واحدة من ديلتا δ وواحدة من غاما γ وواحدة من إبسيلون ε. قد تكون مستقبلات الأستيل كولين النيكوتينية متماثلةً أو متغايرةً.
توجد المستقبلات المتغايرة في الجهاز العصبي المركزي، وتتركب من وحدتي ألفا فرعيتين وثلاث وحدات بيتا فرعية مع موقع ربط على السطح الفاصل بين ألفا والوحدة الفرعية المجاورة. تحوي هذه المستقبلات موقعي ربط في كل مستقبل ولها ألفة مختلفة للمواد الكيميائية بناءً على تركيب المستقبل. يعمل الموقعان الرابطان معًا وبالتالي يحتاجان إلى التفعيل بناهضات مستقبلات الأستيل كولين النيكوتينية لتتفعل القنوات الشاردية. أظهرت مستقبلات الأستيل كولين النيكوتينية الحاوية على وحدات فرعية α2−α6 و β2−β4 ألفةً أعلى للأستيل كولين من المستقبلات الأخرى. تحوي المستقبلات المتماثلة 5 وحدات فرعيةً متطابقةً و5 مواقع رابطةً تقع على السطوح الفاصلة بين وحدتين فرعيتين متجاورتين. في عام 2000، ثبت وجود المستقبلات المتماثلة عند الإنسان من النوعين α7 و α8.

## مواقع الربط
هناك موقعا ربط على مستقبلات الأستيل كولين المتغايرة؛ يجب أن يشغل الناهض (مثل النيكوتين والأستيل كولين) كلا الموقعين للحفاظ على انفتاح القنوات الشاردية في المستقبل.
يتركب الموقع الرابط للأستيل كولين في مستقبلات الأستيل كولين النيكوتينية من ست عرًى تحمل رموزًا من إيه إلى إف. تشكل العرى إيه وبي وسي في مواقع الربط جزءًا من الوحدة الفرعية ألفا وهي المكونات الرئيسة لمواقع الربط. تحوي الوحدة الفرعية المجاورة للوحدة الفرعية ألفا (غاما أو ديلتا أو إبسيلون أو بيتا) العرى دي وإي وإف.

## آلية العمل

### ناهضات مستقبلات ألفا 4 بيتا 2
تحوي مستقبلات الأستيل كولين النيكوتينية ألفا 4 بيتا 2 وحدتين فرعيتين من ألفا 4 وثلاث وحدات فرعية من بيتا 2، بالتالي تملك هذه المستقبلات موقعين رابطين للأستيل كولين والناهضات الأخرى. تشكل هذه المستقبلات 90% من مستقبلات الأستيل كولين النيكوتينية في الدماغ البشري، وعندما تتعرض للنيكوتين أو إحدى ناهضاته على مدىً طويل تزداد كثافتها على عكس ما يحدث عادةً في المستقبلات الأخرى. دُرست مستقبلات ألفا 4 بيتا 2 على نطاق واسع في أبحاث مرض الألزهايمر والاعتماد على النيكوتين، وفي عام 2009 دخلت السوق عدة أدوية تعتمد على الاستهداف النوعي لمستقبلات الأستيل كولين النيكوتينية ألفا 4 بيتا 2.

### ناهضات مستقبلات ألفا 7
مستقبلات ألفا 7 هي مستقبلات أستيل كولين عصبية متماثلة تحوي خمس وحدات فرعية من ألفا 7 وخمسة مواقع ربط للأستيل كولين. يؤثر الشذوذ في التعبير عن مستقبلات ألفا 7 في ترقي مرض الزهايمر والفصام.

### ناهضات المستقبلات العضلية
توجد مستقبلات الأستيل كولين النيكوتينية في الموصل العصبي العضلي للعضلات الهيكلية. يوجد نوعان من المستقبلات المختلفة، الأول يوجد بشكل رئيس لدى البالغين ويحوي وحدتين فرعيتين من ألفا 1 ووحدة بيتا 1 ووحدة إبسيلون ووحدة ديلتا، أما الثاني يوجد في المرحلة الجنينية ويحوي وحدات فرعيةً من نمط غاما بدلًا من إبسيلون. تلعب مستقبلات الأستيل كولين النيكوتينية دورًا في إزالة استقطاب الصفيحة الانتهائية العضلية عبر زيادة النفوذية للكاتيونات ما يؤدي إلى تقبض العضلات الهيكلية. تملك مستقبلات الأستيل كولين النيكوتينية في الجهاز العضلي الهيكلي موقعي ربط للأستيل كولين، أحدهما يوجد في الوجه الفاصل بين الوحدتين الفرعيتين ألفا 1 وديلتا، والثاني في الوجه الفاصل بين الوحدتين الفرعيتين ألفا 1 وغاما أو إبسيلون. تُعد الغازات العصبية والسموم المصممة للقتل السريع للبشر أو الحيوانات والحشرات من بين مناهضات مستقبلات الأستيل كولين النيكوتينية النوعية لمستقبلات الجهاز العصبي العضلي.

### الربط
يرتبط الأستيل كولين بمستقبلات الأستيل كولين النيكوتينية بسبب اختلاف الشحنة بين الجزيئات وسطح المستقبل. عندما يرتبط الأستيل كولين بمستقبله يصبح متناسبًا مع جوف الارتباط الذي تشكله العرى إيه وبي وسي التي تنتمي للوحدة الفرعية ألفا والوحدة الفرعية المجاورة لها. عندما يتناسب الأستيل كولين مع الجوف الرابط تتحول عرى مستقبل الأستيل كولين النيكوتيني إلى شكل متناسق مع جزيء الأستيل كولين في الجوف معززةً الروابط بين الجزيء والمستقبل. بعد حركة العرى التي تنتمي للوحدة الفرعية ألفا من الممكن أن يشكل جزيء الأستيل كولين رابطةً مع الوحدات الفرعية المجاورة كما في جهاز جسر الملح، ما يزيد من تعزيز الروابط بين المستقبل والأستيل كولين.